# Kealba
Kealba är en del av en befolkad plats i Australien. Den ligger i kommunen Brimbank och delstaten Victoria, omkring 15 kilometer nordväst om delstatshuvudstaden Melbourne. Antalet invånare är 3 164.
Runt Kealba är det mycket tätbefolkat, med 1 819 invånare per kvadratkilometer.. Närmaste större samhälle är Melbourne, omkring 15 kilometer sydost om Kealba. 
Runt Kealba är det i huvudsak tätbebyggt. Genomsnittlig årsnederbörd är 971 millimeter. Den regnigaste månaden är juni, med i genomsnitt 115 mm nederbörd, och den torraste är januari, med 34 mm nederbörd.